# Anna Maria Barbara Abesch
Anna Maria Barbara Abesch (Sursee, 23 marzo 1706 – Sursee, 15 febbraio 1773) è stata una pittrice svizzera.

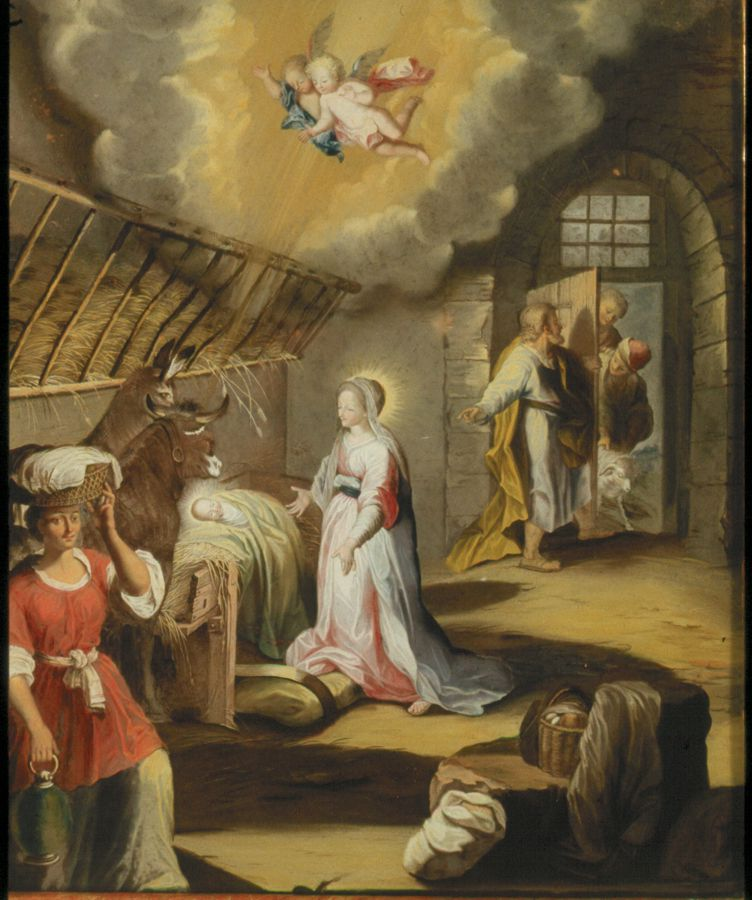
La nascita di Cristo (da un'opera di Barocci), 1744

Nelle varie fonti il suo cognome viene citato anche come Ab Esch, Abäsch, Vonesch, Von Äsch e Von Esch.

## Biografia

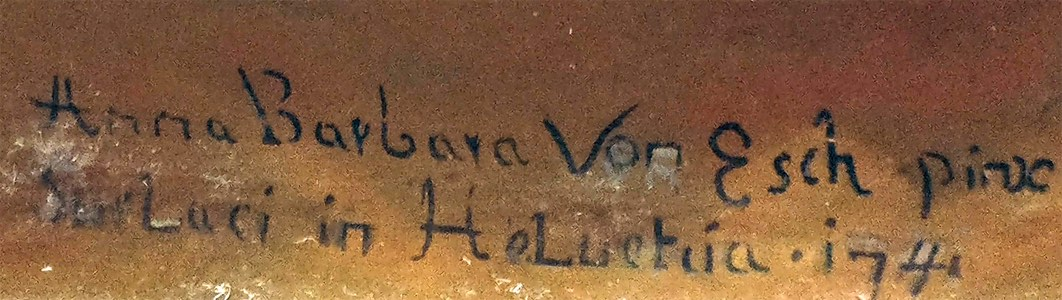
La firma dell'artista in un'opera del 1741. Si noti il cognome scritto come "Von Esch".

Anna Maria Barbara Abesch nacque nel 1706 dal pittore Johann Peter Abesch e da Elisabeth Schnyder e faceva parte di una famiglia di pittori del vetro. Ella apprese la tecnica grazie a suo padre e divenne la prima pittrice svizzera a creare dei dipinti su vetro. Nella sua carriera si occupò soprattutto di scene religiose e mitologiche, talvolta firmate con il monogramma A.B.V.E. (ovvero Anna Barbara Von Esch). Si contano 150 opere firmate e 120 attribuite. Anna Maria potrebbe aver aperto uno studio nella sua città natale per rispondere alla committenza dei conventi della regione. Nel 1747 divenne membro della confraternita di San Giorgio a Sursee e nel 1750 un membro della confraternita di San Giuseppe. L'ultima opera risale al 1770, tre anni prima della morte.

## Opere

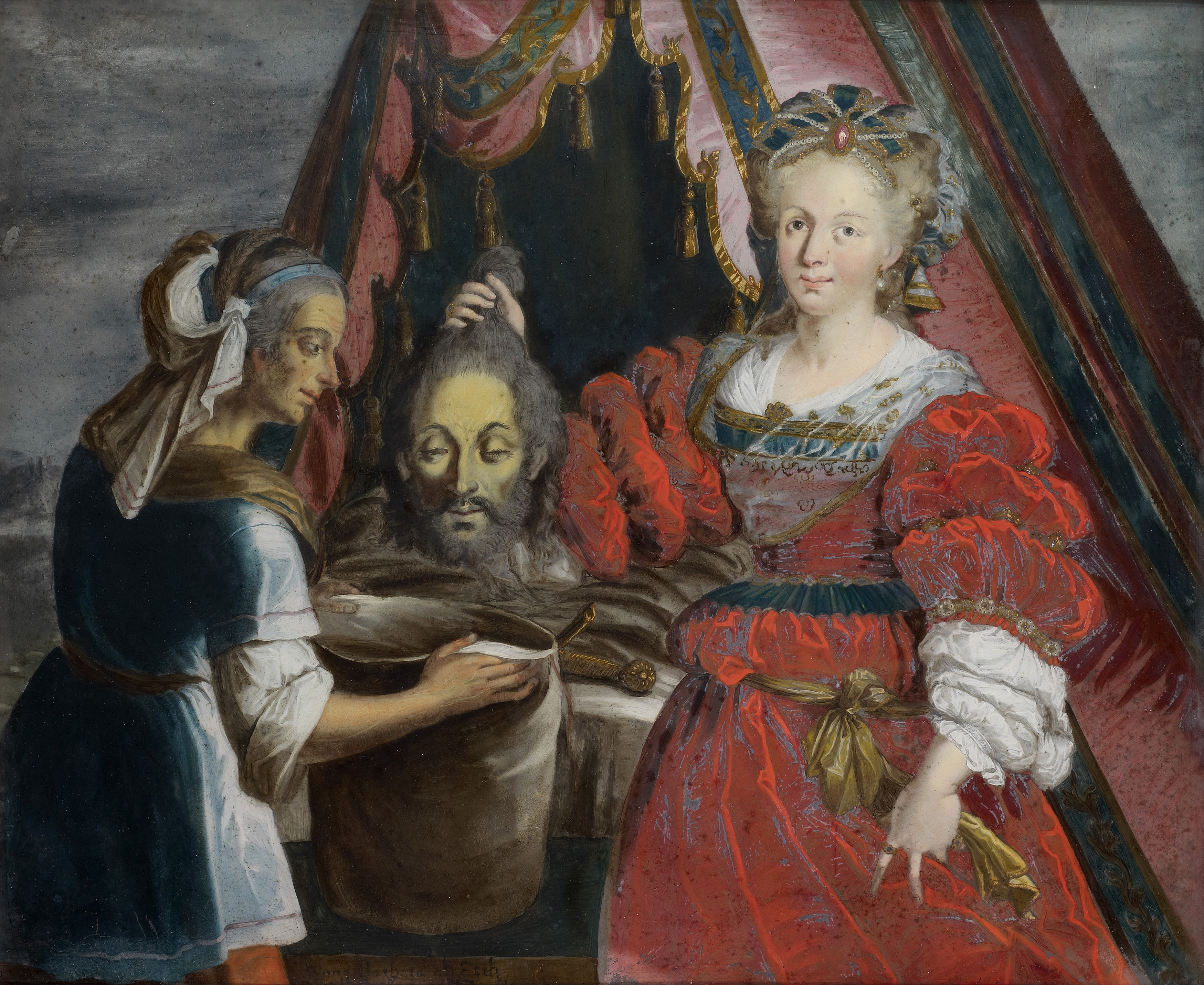
Giuditta con la testa di Oloferne, 1744

Alcune sue opere si trovano allo Stiftung Stadtmuseum di Sursee, alla fondazione Edmund Müller di Beromünster, al museo nazionale svizzero di Zurigo (come La leggenda del cavallo del conte Rodolfo d'Asburgo), al museo di storia di Berna, al museo Toggenburger di Lichtensteig e in alcuni conventi e chiese della Svizzera e della Germania. Il museo d'arte e storia di Ginevra conserva due opere: La Visitazione e Il matrimonio mistico di Santa Caterina. Al museo di belle arti di Basilea è conservato un dipinto sul tema artistico di Giuditta e Oloferne.